# Стшельце (Пулавський повіт)
Стшельце (пол. Strzelce) — село в Польщі, у гміні Наленчув Пулавського повіту Люблінського воєводства.
Населення — 426 осіб (2011).
У 1975-1998 роках село належало до Люблінського воєводства.

## Демографія
Демографічна структура станом на 31 березня 2011 року:
|          | Загалом | Допрацездатний вік | Працездатний вік | Постпрацездатний вік |
| -------- | ------- | ------------------ | ---------------- | -------------------- |
| Чоловіки | 202     | 41                 | 139              | 22                   |
| Жінки    | 224     | 40                 | 134              | 50                   |
| Разом    | 426     | 81                 | 273              | 72                   |